# محله الشاغور

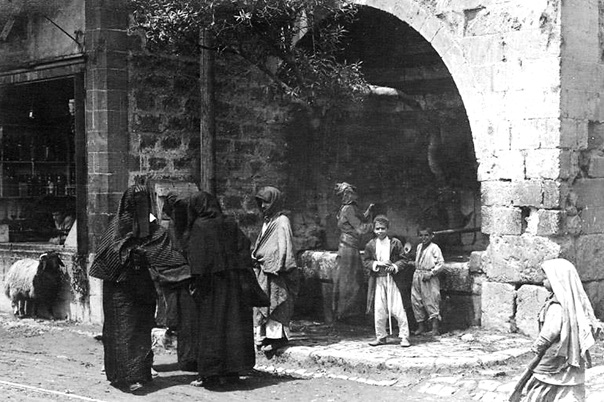
محله الشاغور در ۱۹۱۰

محله الشاغور ([الشاغور] Error: {{Lang-xx}}: متن دارای نشانه‌گذاری ایتالیک است (راهنما)) یک محله در شام دمشق قدیم در سوریه و از قدیمی‌ترین و ریشه‌دارترین محله‌های شهر دمشق قدیم می‌باشد که در جریان قیمومت فرانسه از محله‌های مهم برای مقاومت ملی بود. بسیاری از ساکنان آن در فعالیت‌های سیاسی برای دگرگونی افکار سیاسی ملی سوریه شرکت داشتند و محلی برای بسیاری از روشنفکران برجسته و شخصیت‌های سیاسی از جمله شاعر معروف نزار قپانی و همین‌طور یوسف العظمه و حسن الخراط رهبر انقلابیون برجسته در دمشق در جریان انقلاب کبیر سوریه سال ۱۹۲۵ بود.